# Brenda Graff
Brenda Graff (Ensenada, 20 de julio de 1994) es una jugadora argentina de voleibol que se desempeña como central. Forma parte de la Selección femenina de voleibol de Argentina, integrando el plantel en los Juegos Olímpicos de Tokio 2020 y el Campeonato Mundial de Voleibol Femenino de 2022.

## Historia
Se formó en el Centro Residentes Santiagueños de Berisso, integrante de la Asociación Regional de Voleibol Amateur, para luego ingresar al voleibol metropolitano primero en el Club Universitario de La Plata y luego en Gimnasia y Esgrima de La Plata. Poco después de terminado el mundial fue transferida al Club Kairós de Portugal. En julio de 2023 el club griego Protathlites Pefkon anunció su fichaje. El 16 de setiembre de 2024 fue anunciada como refuerzo del Club Universitario de Deportes de Perú.
Cursó estudios de Ingeniería civil en la Universidad Tecnológica Nacional, lo que le permitió representar al país en la universiada de 2017 realizada en Taipéi. Es hermana de Ailin Graff, que también se desempeña en el voleibol metropolitano, y tía de Carolina y Sol Onofri, de quienes fue compañera de equipo en Gimnasia.

## Trayectoria
- Centro Residentes Santiagueños de Berisso
- Club Universitario de La Plata (2013-14)
- Gimnasia y Esgrima de La Plata (2014-2022)
- Club Kairós (2022-2023)
- Protathlites Pefkon (2023-2024)
- Club Universitario de Deportes (2024-)

## Distinciones individuales
- Mejor bloqueadora - Copa Osmita 2021[14]

## Palmarés

### Clubes
- Liga Femenina de voleibol argentino (ex-Liga A1) -  1º 2016/17
- Liga Femenina de voleibol argentino (ex-Liga A1) -  2º 2020/21 - 2021/22
- Liga Femenina de voleibol argentino (ex-Liga A1) -  3º 2014/15 - 2017/18
- Campeonato Oficial Metropolitano -  1º 2021/22

### Selección
- 3º - Campeonato Sudamericano de Voleibol Femenino de 2021
- 2º - Juegos Suramericanos de 2018